# Staatsorchester Kassel
Das Staatsorchester Kassel ist das älteste Kulturorchester Deutschlands und gehört zu den fünf ältesten der Welt. Es findet erstmals 1502 als Hofkapelle der Landgrafen von Hessen Erwähnung. Im Jahr 2002 feierte das Orchester sein 500-jähriges Jubiläum.

## Geschichte
Das Staatsorchester Kassel ist aus der 1502 erstmals erwähnten Hofkapelle der Landgrafen von Hessen hervorgegangen. Unter der Förderung durch Landgraf Moritz von Hessen-Kassel erlebte es ab 1592 einen erheblichen Aufschwung. Bekannte Dirigenten in seiner langen Geschichte waren unter anderen Louis Spohr von 1822 bis 1859 und Gustav Mahler, der von 1883 bis 1885 in Kassel wirkte. Das Orchester bewahrt seine Tradition bis heute, indem es gleichermaßen als Opern- und als Konzertorchester auftritt.
Die Verbindung des Orchesters mit der Stadt Kassel betonte 1952 der damalige Ministerpräsident des Landes Hessen, Georg August Zinn, anlässlich der 450-Jahr-Feier: „[Das Orchester sei] der musische Begleiter einer wechselvollen Geschichte der Stadt und des Landes über Jahrhunderte geworden.“
Bekanntheit erlangte der Klangkörper des Staatstheaters Kassel durch das Wirken prominenter Dirigenten, die als Generalmusikdirektoren dem Orchester vorstanden: Christoph von Dohnányi (1963–1966), Gerd Albrecht (1966–1972) oder Ádám Fischer (1987–1992). Seit 2017 ist der Italiener Francesco Angelico Generalmusikdirektor (GMD) des Staatsorchesters, ab der Spielzeit 2025/26 wird Ainārs Rubiķis das Amt des GMD übernehmen.
Mit Projekten in Schulen, Schüler- und Familienkonzerten, der Filmmusikreihe und dem Theater-Jugendorchester versucht das Orchester, Jugendliche für klassische Musik zu begeistern und deren Musikverständnis zu fördern.
Zu den Höhepunkten im Spielplan des Staatsorchesters Kassel gehören die Gustav-Mahler-Festtage sowie das Sommernachts‐Open‐Air, auf dem das Orchester vor bis zu 30.000 Zuschauern spielt.
Der Hessische Rundfunk schneidet regelmäßig Konzerte und Opernabende mit.

## Sonstiges
Seit 1995 erfährt das Staatsorchester besondere Unterstützung durch den Förderverein „Bürger pro A“, in dem sich engagierte Bürger unter der Leitung des SPD-Politikers und ehemaligen Hessischen Staatsministers Hans Krollmann zusammengeschlossen haben, um die musikalische Qualität des Kasseler Staatsorchesters langfristig zu sichern. Zu den Vorstandsmitgliedern des Fördervereins zählen unter anderem auch der Bundesminister der Finanzen a. D. Hans Eichel sowie der Geschäftsführer des Bärenreiter Verlags Leonhard Scheuch.

## Hofkapellmeister und Generalmusikdirektoren
- um 1539 Jorg Senger
- um 1570 Johann Heugel
- um 1613 Georg Otto
- um 1651 Michael Hartmann
- 1711 Ruggiero Fedeli
- 1764 Ignazio Fiorillo
- 1785 Jean Baptiste Rochefort
- 1814–1821 Carl Guhr
- 1821 Siegfried Benzon
- 1822–1857 Louis Spohr
- 1857–1880 Karl Reiss
- 1880–1899 Wilhelm Treiber
- 1899–1914 Franz Beier
- 1914–1935 Robert Laugs – Konzertchef bis 1940
- 1935–1944 Robert Heger
- 1945–1948 Richard Holz, Operndirektor und 1. Dirigent
- 1948–1951 Karl Elmendorff
- 1951–1963 Paul Schmitz
- 1963–1966 Christoph von Dohnányi
- 1966–1972 Gerd Albrecht
- 1972–1980 James Lockhart
- 1980–1987 Woldemar Nelsson
- 1987–1992 Ádám Fischer
- 1992–1997 Georg Schmöhe
- 1997–2007 Roberto Paternostro
- 2007–2017 Patrik Ringborg
- 2017–2025 Francesco Angelico[7]
- ab 2025 Ainārs Rubiķis

## Diskografie
- Die Walküre[8], Siegfried[9] Götterdämmerung[10] aus dem Ring des Nibelungen von Richard Wagner unter der Leitung von Roberto Paternostro; erschienen bei ars Produktion Schumacher.

- Sinfonie 1 c-moll von Hugo Staehle (1826–1848) und die Sinfonie 1 c-moll von Norbert Burgmüller (1810–1836) unter der Leitung von Marc Piollet.[11] Erschienen bei Sterling World Premiere (aufgenommen von Genuin Musikproduktion).